# De Volta (documentário)
De Volta é um documentário brasileiro de 2013 produzido pelo Canal Futura em parceria com a Coopas Multimagens com direção de Rafael Figueiredo. Lançado com exclusividade na internet no dia 18 de abril de 2013, o filme acompanha quatro dias na vida de Leandro, Sonia, Midiã e Anderson, detentos – com crimes e penas variadas – que ganham o direito à saída temporária no período de Natal em 2012. Foi transmitido pelo Futura em 23 de maio do mesmo ano.

## Enredo
Como reencontrar o passado e a família, depois de ter a história interrompida? Qual é a sensação de ser livre para quem vive preso? Com cuidado e sutileza, De Volta levanta estas e outras questões. Seu objetivo não é a análise de dados, estatísticas ou temerosas projeções da situação do sistema prisional brasileiro, e sim a percepção do que é a vida pelos olhos de quem foi privado da liberdade e inserido em um esquema de vigilância e punição.

## Produção
Para o documentário, foram entrevistados cerca de 40 homens e 20 mulheres, pré-selecionados pela SEAP – Secretaria de Estado de Administração Penitenciária do RJ e pelos diretores das unidades prisionais (Instituto Penal Oscar Stevenson, em Benfica, Penitenciária Plácido Sá Carvalho e Presídio Benjamin de Moraes Filho, em Bangu). Quatro equipes de filmagem acompanharam simultaneamente a saída e a volta dos presos. Leandro, Sonia, Midiã e Anderson, os quatro permitiram que uma equipe, dirigida por Rafael Figueiredo, registrasse encontros de família, lugares revisitados, as expectativas, as surpresas e as decepções, antes do retorno ao presídio. Produzido pelo Canal Futura em parceria com a Coopas Multimagens, De Volta contou com a consultoria do especialista em segurança pública Luiz Eduardo Soares. Antropólogo, cientista político e escritor.

## Recepção
O documentário foi o vencedor do troféu “Júri Especial” do Prêmio Jade Kunlun, na categoria Sociedade, na edição de 2014 do Festival Mundial de Documentários de Montanha de Qinghai na China, também o troféu de prata no PROMAX BDA Latinoamérica 2013.
De Volta foi finalista no Emmy Internacional 2014, na categoria "melhor documentário".